# Khadija bint Khuwàylid
Khadija bint Khuwàylid ibn Àssad al-Quraixiyya (àrab: خديجة بنت خويلد بن أسد القرشية, Ḫadīja bint Ḫuwaylid ibn Asad al-Quraxiyya) o, tot simplement, Khadija bint Khuwàylid, també coneguda com a Khadija al-Kubrà (àrab: خديجة الكبرى, Ḫadīja al-Kubrà, literalment ‘Khadija la Gran’) o pel títol honorífic d'Umm-al-Muminín (àrab: أم المؤمنين, Umm al-Muʾminīn, ‘Mare dels Creients’) (la Meca, 555-623) va ser la primera esposa del profeta Muhàmmad i la primera musulmana.

## Biografia
El pare de Khadija, Khuwàylid ibn Assad, era un comerciant, un home de negocis, la riquesa i habilitat pels negocis del qual va ser heretada per la seva filla Khadija, que aconseguí amb èxit els interessos del negoci del seu pare i conservà la fortuna familiar. Es diu que quan les caravanes comercials de la tribu Quraix es reunien per a emprendre el seu llarg i ardu viatge a Síria, durant l'estiu, o al Iemen durant l'hivern, la caravana de Khadija igualava a les caravanes de la resta de comerciants quraixites junts. Fàtima bint Zaïda, la mare de Khadija, va morir pels voltants de l'any 575 i era membre de la tribu dels Banu Àmir i parenta llunyana de Mahoma.
Khadija es va guanyar molts de títols, entre ells destaquen:
- Khadija al-Kubra (‘Khadija la Gran’).
- Amirat Quraix (‘Princesa dels Quraix’).
- Khadija at-Tàhira (‘Khadija la Pura’).

Es diu que el seu caràcter era impecable. Vestia i alimentava els pobres, ajudava econòmicament els seus familiars i proveïa econòmicament la unió entre els seus parents, que d'altra manera no haguessin tingut diners per a casar-se.
Khadija no creia ni adorava els ídols de l'Aràbia preislàmica, quelcom atípic a la cultura àrab preislàmica.
Khadija no viatjava amb les seves caravanes comercials, sinó que confiava en altres per a negociar en el seu nom, intermediaris als que compensava amb comissions. L'any 595, Khadija necessitava un agent per a una operació comercial a Síria. Alguns familiars li van recomanar com a intermediari un cosí llunyà seu, Mahoma. L'experiència comercial de Mahoma a les transaccions comercials li havia fet guanyar els títols d'as-Sàdiq (‘el Que diu la Veritat’) i al-Amín (‘el Digne de Confiança’). Khadija va contractar Mahoma, que llavors comptava amb 25 anys. El benefici que Mahoma tornà a Khadija fou el doble del que ella havia previst. Khadija es va quedar impressionada en escoltar la bona notícia i li va oferir a Mahoma una proposta de matrimoni sobre la base de la seva honestedat coneguda.
Màysara transmeté una història a Khadija sobre un estrany succés que havia tingut lloc durant el viatge de Mahoma. En el viatge de tornada a la Meca des de Síria, Mahoma es va parar a descansar sota un arbre. Un monjo anomenat Nastur que passava per allà, li va dir a Màysara que un dia l'home que es trobava descansant sota aquell arbre seria un Profeta.
En escoltar la notícia sobre el misteri de l'arbre per boca de Màysara, Khadija es va sentir més atreta per Mahoma i cercà la saviesa del seu cosí Wàraqa ibn Nàwfal. El seu cosí la va informar sobre la certesa del que li havia relatat el seu esclau.

## Matrimoni amb Mahoma
Khadija era d'una família noble i, a l'època de Mahoma, era vídua. Era una dona molt rica i per aquesta raó molts homes volien casar-se amb ella. Això no obstant, Khadija sempre es negà a casar-se amb ells.
Després de la tornada de Mahoma des de Síria, Khadija va tenir un somni que la va animar a proposar-li matrimoni a Mahoma. En aquest somni Khadija explica que el sol baixa des del cel al seu jardí, il·luminant completament la seva casa. Aquest somni la va sobresaltar i de nou cercà la saviesa del seu cosí Wàraqa. Aquest, després d'escoltar el somni de Khadija, li va dir que el somni era molt prometedor. Wàraqa li indicà que el Profeta adornaria casa seva i enriquiria la seva vida.
Khadija va animar una amiga seva, anomenada Nafissa, a acostar-se a Mahoma i preguntar-li si es volia casar amb Khadija. Mahoma era generalment considerat com un home amable i guapo, així que era vist com un honor per a qualsevol dona el fet de casar-se amb ell. Després d'escoltar la primera proposta, Mahoma es resistia perquè estava preocupat, ja que no disposava de medis suficients per mantenir una esposa. Això no obstant, Nafissa va persistir en el tema preguntant-li si consideraria casar-se amb una dona que disposava de medis per a mantenir-se sola. Mahoma acceptà trobar-se amb Khadija i, quan tots dos es van conèixer, van pactar consultar als seus respectius oncles sobre el seu matrimoni. El matrimoni fou monògam durant 25 anys i Khadija va concebre entre sis i vuit fills durant el matrimoni (les fonts no coincideixen en aquest punt):
- Al-Qàssim ibn Muhàmmad, mort als 2 anys, que originà la kunya de Mahoma, Abu-l-Qàssim.
- Zàynab bint Muhàmmad.
- Ruqayya bint Muhàmmad.
- Umm-Kulthum bint Muhàmmad.
- Fàtima bint Muhàmmad, coneguda pel títol d'az-Zahrà.
- Abd-Al·lah ibn Muhàmmad, conegut pels títols d'at-Tayyib (‘el Bo’) i at-Tàhir (‘el Pur’), mort durant l'adolescència.

La pràctica de la monogamia era molt rara en el període en què es van casar.

## Convertint-se en la primera musulmana
Quan Mahoma va rebre la seva primera revelació per part de l'àngel Gabriel, fou la primera persona, després de Mahoma, en convertir-se a l'islam. Al rebre la revelació, Mahoma va tornar al costat de Khadija, tement per la seva vida i demanant que el cobrís amb una manta. Després de calmar-se, Mahoma li va explicar la seva visió de l'àngel Gabriel, i ella el va consolar dient: «Déu segurament et protegirà de qualsevol perill i no permetrà que ningú t'insulti, ja que ets un home de pau i sempre dones la mà de l'amistat a tots.»
Khadija no va dubtar en convertir-se a l'Islam, confiant en els ensenyaments del seu marit. Ella era el seu suport, sempre li va donar força, proclamant la seva veritat als que no creien i sense menysprear cap oposició d'aquells que s'oposaven a les paraules de Mahoma. Fou ella qui va ajudar a Mahoma a creure en la seva missió i a estendre la religió de l'islam. Fou una líder de la comunitat preislàmica. La riquesa de Khadija fou altre factor que va contribuir a l'expansió de l'islam.
Per animar Mahoma a propagar la veritat de l'islam, Khadija li va dir: «Estigues alegre i de bon ànim! Aquell en les mans del qual es troba la meva vida és testimoni que vols ser el missatger del seu poble!» i després va afegir: «No has estimat els teus familiars, has estat amable amb els teus veïns, caritatiu amb els pobres, hospitalari amb el foraster, fidel a la teva paraula, i sempre defensor de la veritat?.»
Ella va suportar amb paciència la persecució a la que el seu marit i seguidors es van exposar per part dels politeistes i dels aristòcrates del clan Quraix, sacrificant la seva gran riquesa per promoure l'Islam, per ajudar els esclaus que s'havien convertit a l'Islam i ajudant a alimentar i mantenir el seu marit i la comunitat musulmana que a poc a poc va començar a créixer en nombre i força. Com a represàlia per tot això a Khadija li va ser sostreta tota la seva fortuna i fou sotmesa a una tortura cruel.

## Mort
D'entre totes les esposes de Mahoma, ella fou la més estimada per ell.
Àïxa bint Abi-Bakr va dir: «Vaig aprendre a callar cada cop que el nom de Khadija era anomenat per Mahoma». En un altre hadit, Àïxa diu: «Un dia vaig molestar al Profeta i li vaig dir: “És Khadija la que sempre està a la teva ment”. Llavors, Mahoma em va contestar: “<Déu mateix havia alimentat el seu amor en el meu cor”.»
Khadija va morir l'any 619, any que va ser conegut com «l'Any dels Dolors», ja que la seva mort va causar una gran devastació a Mahoma. La seva tomba es troba al cementiri de Jànnat al-Mual·la a la Meca.